# Agam Rudberg

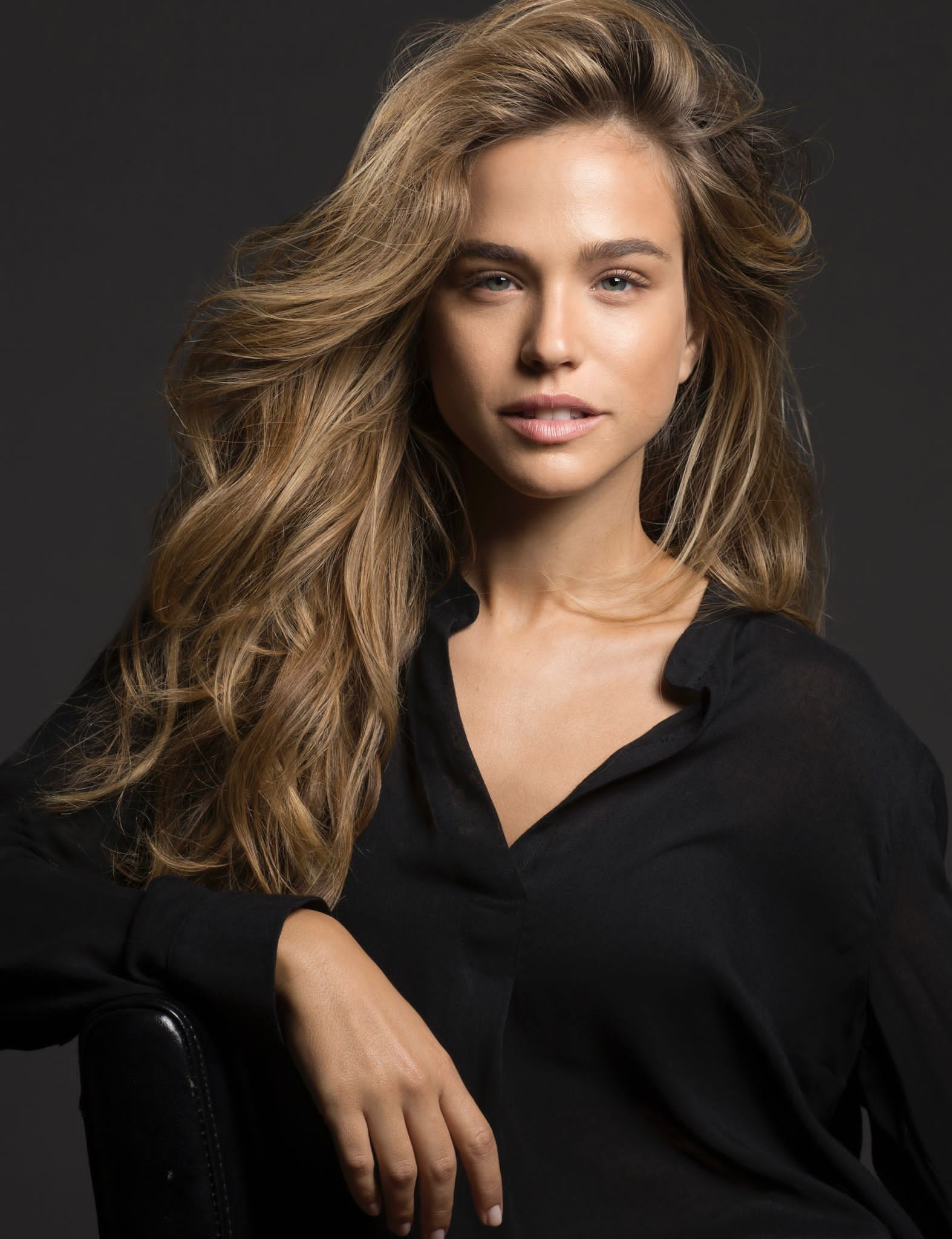
Agam Rudberg, 2020

Agam Rudberg (hebräisch אגם רודברג, * 8. Februar 1986 in Ramat Tzvi) ist eine israelische Schauspielerin und Model.

## Leben und Karriere
Agam Rudberg wurde am 8. Februar 1986 in Ramat Tzvi geboren. Ihr Vater ist aschkenasischer Abstammung und ihre Mutter ist marokkanisch-jüdischer Abstammung. Im Alter von zehn Jahren starb ihr Vater. 2005 war sie als Soldatin in den Israelischen Verteidigungsstreitkräften aktiv.
Sie modelte für die Schuhmarke Skechers und trat in internationalen Magazinen auf, darunter Maxim. Ihr Debüt gab Rudberg 2003 im Film Abba Shahor Lavan. 2006 war sie in der Serie HaShir Shelanu zu sehen. Von 2010 bis 2012 spielte sie in Split mit. Anschließend bekam sie in Metim LeRega die Hauptrolle. 2021 trat Rufberg in der Serie HaYoreshet auf.

## Filmografie
Filme
- 2003: Unter Wasser (Abba Shahor Lavan)
- 2016: Antenna
- 2020: Anachnu HaMahapecha

Serien
- 2003–2005: Ahava Me'ever Lapina
- 2006: HaShir Shelanu
- 2009: Ha-Alufa
- 2010–2012: Split (Hatsuya)
- 2013–2016: Ptzuim BaRosh
- 2014–2017: Metim LeRega
- 2020–2021: Chazarot
- 2021: HaYoreshet
- 2024: Indal